# Quasiimpuls
Der Quasiimpuls, Kristallimpuls oder Pseudoimpuls hat nichts mit dem klassischen Impuls einer bewegten Masse zu tun, sondern bezeichnet den Betrag, mit dem (wellenartige) Quasiteilchen wie Phononen oder Magnonen in die Impulserhaltungssätze eingehen.
Phononen beispielsweise sind elastische Schwingungen der Atome um ihre Ruhelage in einem Kristallgitter; da zu einem festen Zeitpunkt alle Atome in unterschiedliche Richtungen schwingen, hat der Kristall als Ganzes keinen Impuls.
Der Quasiimpuls einer Welle kann über die De-Broglie-Beziehung aus dem Wellenvektor {\displaystyle {\vec {k}}} berechnet werden:
{\displaystyle {\vec {p}}=\hbar {\vec {k}}}
mit der reduzierten Planck-Konstante {\displaystyle \hbar .}